# Plectroglyphidodon imparipennis
Plectroglyphidodon imparipennis là một loài cá biển thuộc chi Plectroglyphidodon trong họ Cá thia. Loài này được mô tả lần đầu tiên vào năm 1875.

## Từ nguyên
Tính từ định danh của loài được ghép bởi hai từ trong tiếng Latinh: imparilis ("không đều") và pinnis ("vây"), hàm ý có lẽ đề cập đến hai thùy đuôi không dài bằng nhau.

## Phạm vi phân bố và môi trường sống
P. imparipennis có phạm vi phân bố rộng khắp khu vực Ấn Độ Dương - Thái Bình Dương. Từ bờ biển Đông Phi, loài này được ghi nhận trải dài về phía đông đến quần đảo Hawaii, quần đảo Line và quần đảo Pitcairn; ngược lên phía bắc đến vùng biển phía nam Nhật Bản; giới hạn phía nam đến Úc.
Môi trường sống phổ biến của P. imparipennis là những rạn san hô ngoài khơi, đặc biệt là san hô thuộc chi Pocillopora, ở độ sâu đến ít nhất là 15 m.

## Mô tả
P. imparipennis có chiều dài cơ thể tối đa được ghi nhận là 6,5 cm. Cơ thể của P. imparipennis có màu xám nhạt. Cuống và vây đuôi thường có màu vàng nổi bật; các vây còn lại tiệp màu với thân. Mống mắt ánh màu bạc với một vạch đen băng qua đồng tử.
Số gai ở vây lưng: 12; Số tia vây ở vây lưng: 14–16; Số gai ở vây hậu môn: 2; Số tia vây ở vây hậu môn: 11–12; Số tia vây ở vây ngực: 20; Số vảy đường bên: 19; Số lược mang: 10–12.

## Sinh thái học
Thức ăn của P. imparipennis là tảo và các loài thủy sinh không xương sống nhỏ, đặc biệt là nhuyễn thể và giun nhiều tơ. Loài này khá nhát, luôn bơi gần nơi trú ẩn là những hốc đá hoặc các rãnh trên cầu gai.
Trứng của P. imparipennis bám dính vào chất nền. Cá đực có nhiệm vụ bảo vệ và chăm sóc trứng.